# Yurim-dong
Yurim-dong (koreanska: 유림동) är en stadsdel i staden Yongin i provinsen Gyeonggi, i den nordvästra delen av Sydkorea, 40 km söder om huvudstaden Seoul. Den ligger i stadsdistriktet Cheoin-gu.